# Filip Christoffer Marderfelt
Filip Christoffer Marderfelt var en svensk militär och ämbetsman.

## Biografi
Filip Christoffer Marderfelt var son till Conrad Mardefelt och Lucia Catharina Theophili. Han blev 22 mars 1677 kapten vid kronobergs regemente och tog 26 april 1681 avsked. Han blev senare major i spansk-nederländsk tjänst och 26 september 1688 överstelöjtnant vid Tiesenhausens svenska regemente i holländsk tjänst. Marderfelt tog senare avsked därifrån och gick i hessisk tjänst. Han var senare geheimeråd där och var 1705 överkammarjunkare.

### egendom
Marderfelt ägde Normstorp i Slaka socken.

### Familj
Marderfelt gifte sig 24 april 1683 i Stockholm med Magdalena Ekeblad (född 1665), dotter till envoyén Johan Ekeblad och Christina Hägerstierna. De fick tillsammans barnen Maria Magdalena Marderfelt (född 1684) som var gift med översten Aderkas, Conrad Johan Marderfelt (1686–1687), Christoffer Marderfelt (1688–1688), sekundlöjtnanten Carl Fredrik Marderfelt (född 1693) vid Elbingska infanteriregementet, Filip Otto Marderfelt (född 1694) och en dotter som var gift med statsrådet och  regeringsrådet Vilhelm Fredrik Danckelman.